# Miccolamia
Miccolamia is een kevergeslacht uit de familie van de boktorren (Cerambycidae). De wetenschappelijke naam van het geslacht werd voor het eerst geldig gepubliceerd in 1884 door Bates.

## Soorten
Miccolamia omvat de volgende soorten:
- Miccolamia glabricula Bates, 1884
- Miccolamia inspinosa Takakuwa & N. Ohbayashi, 1995
- Miccolamia kaniei Takakuwa & N. Ohbayashi, 1992
- Miccolamia takakuwai Hasegawa & N. Ohbayashi, 2001
- Miccolamia tuberculata (Pic, 1918)
- Miccolamia verrucosa Bates, 1884
- Miccolamia yakushimensis Hasegawa & N. Ohbayashi, 2001
- Miccolamia laosensis Breuning, 1962
- Miccolamia thailandensis Breuning & Chûjô, 1966
- Miccolamia albosetosa Gressitt, 1951
- Miccolamia bicristata Pesarini & Sabbadini, 1997
- Miccolamia binodosa Pic, 1935
- Miccolamia castaneoverrucosa Hayashi, 1974
- Miccolamia cleroides Bates, 1884
- Miccolamia coenosa Holzschuh, 2010
- Miccolamia dracuncula Gressitt, 1942
- Miccolamia horridula Holzschuh, 2010
- Miccolamia relucens Holzschuh, 2003
- Miccolamia rugosula Holzschuh, 2003
- Miccolamia savioi Gressitt, 1940
- Miccolamia scintillans Holzschuh, 2010
- Miccolamia scortina Holzschuh, 2010
- Miccolamia tonsilis Holzschuh, 2010
- Miccolamia tuberculipennis Breuning, 1947